# Hoplichthys haswelli
Hoplichthys haswelli is een straalvinnige vissensoort uit de familie van hoplichthyden (Hoplichthyidae). De wetenschappelijke naam van de soort is voor het eerst geldig gepubliceerd in 1907 door McCulloch.